# Elezioni governatoriali negli Stati Uniti d'America del 2017
Le elezioni governatoriali negli Stati Uniti d'America del 2017 si sono tenute il 7 novembre per eleggere i governatori di 2 stati su 50, New Jersey e Virginia. I democratici hanno conquistato entrambi gli stati.

## Stati
| Stato      | Governatore uscente | Governatore uscente | Democratici           | Repubblicani         | Altri                 | Governatore eletto | Governatore eletto |
| ---------- | ------------------- | ------------------- | --------------------- | -------------------- | --------------------- | ------------------ | ------------------ |
| New Jersey |                     | Chris Christie (R)  | Phil Murphy - 56,0%   | Kim Guadagno - 41,9% |                       |                    | Phil Murphy (D)    |
| Virginia   |                     | Terry McAuliffe (D) | Ralph Northam - 53,9% | Ed Gillespie - 45,0% | Cliff Hyra (L) - 1,1% | Ralph Northam (D)  |                    |

## Risultati grafici per contea

New Jersey
Virginia